# Église du Saint-Nom-de-Marie de Sainte-Marie
Pour les articles homonymes, voir Église Saint-Nom-de-Marie.
L'église du Saint-Nom-de-Marie est un lieu de culte catholique romain situé à Sainte-Marie au Québec (Canada). L'église de style néogothique a été construite entre 1857 et 1859 selon les plans de l'architecte Charles Baillargé. Elle a été classée immeuble patrimonial en 2001 et désigné lieu historique national du Canada en 2006.

## Annexes

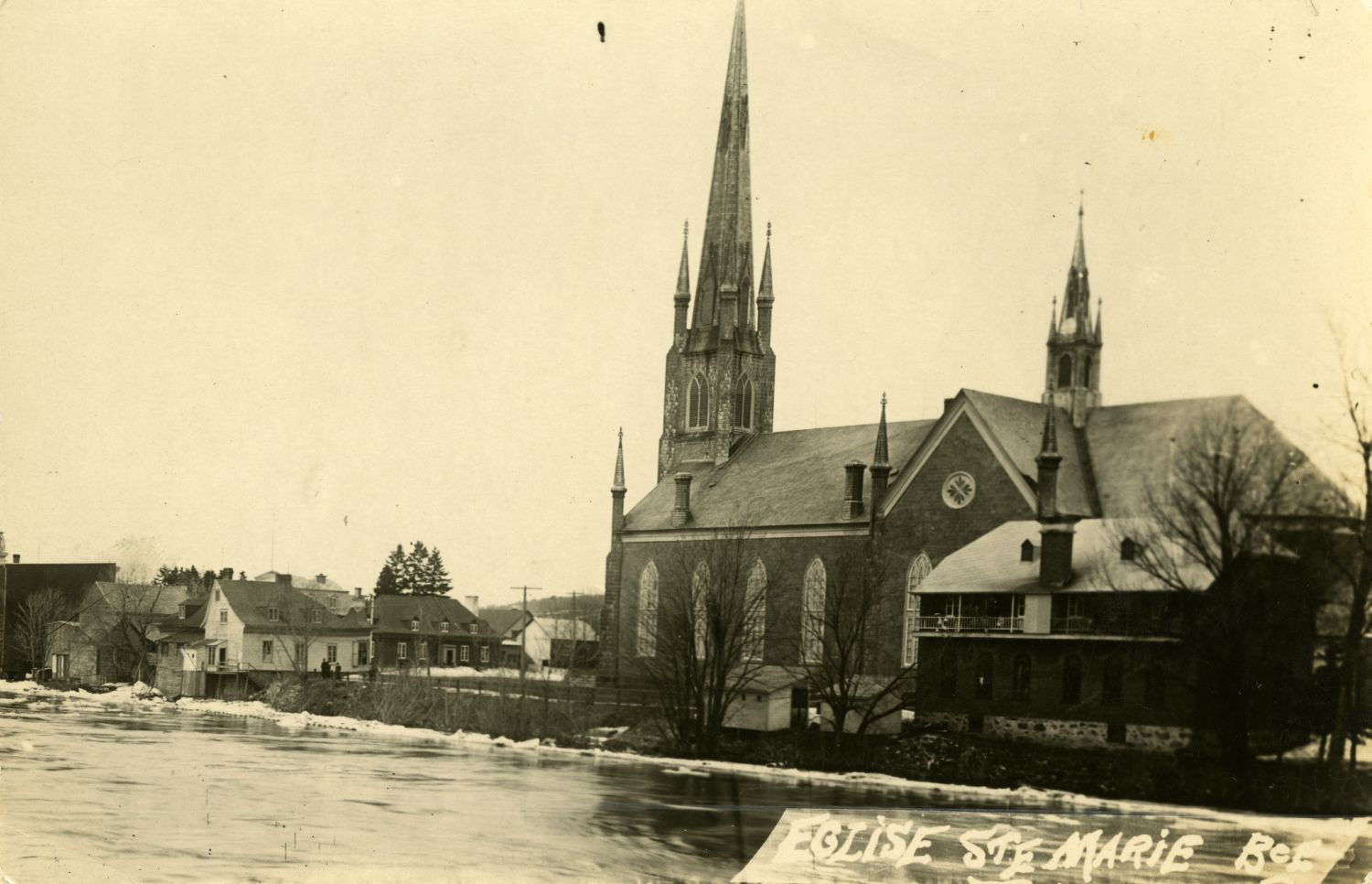
L'église en 1920